# 法華寺 (高松市)
法華寺（ほっけじ）は、香川県高松市にある真宗興正派の寺院。山号は大慈山。本尊は阿弥陀如来。
奈良時代に聖武天皇の詔により日本各地に建立された国分寺・国分尼寺のうち、讃岐国国分尼寺の後継寺院にあたる。本項では創建時の史跡である讃岐国分尼寺跡（国の史跡）についても解説する。

## 概要
高松市西部、五色台の南麓にある。讃岐国分寺からは北東約2キロメートルの位置にあたる。東西180-210メートル、南北180メートルの範囲が国の史跡に指定されており、法華寺はそのほぼ中心に立っている。
仁和2年（886年）、讃岐国守となった菅原道真が当寺を訪れ、「法華寺白牡丹」と題する漢詩を詠んだ。
元禄8年（1695年）の国分寺末寺帳では、荒廃し小堂のみが残る旨が記されている。

## 境内

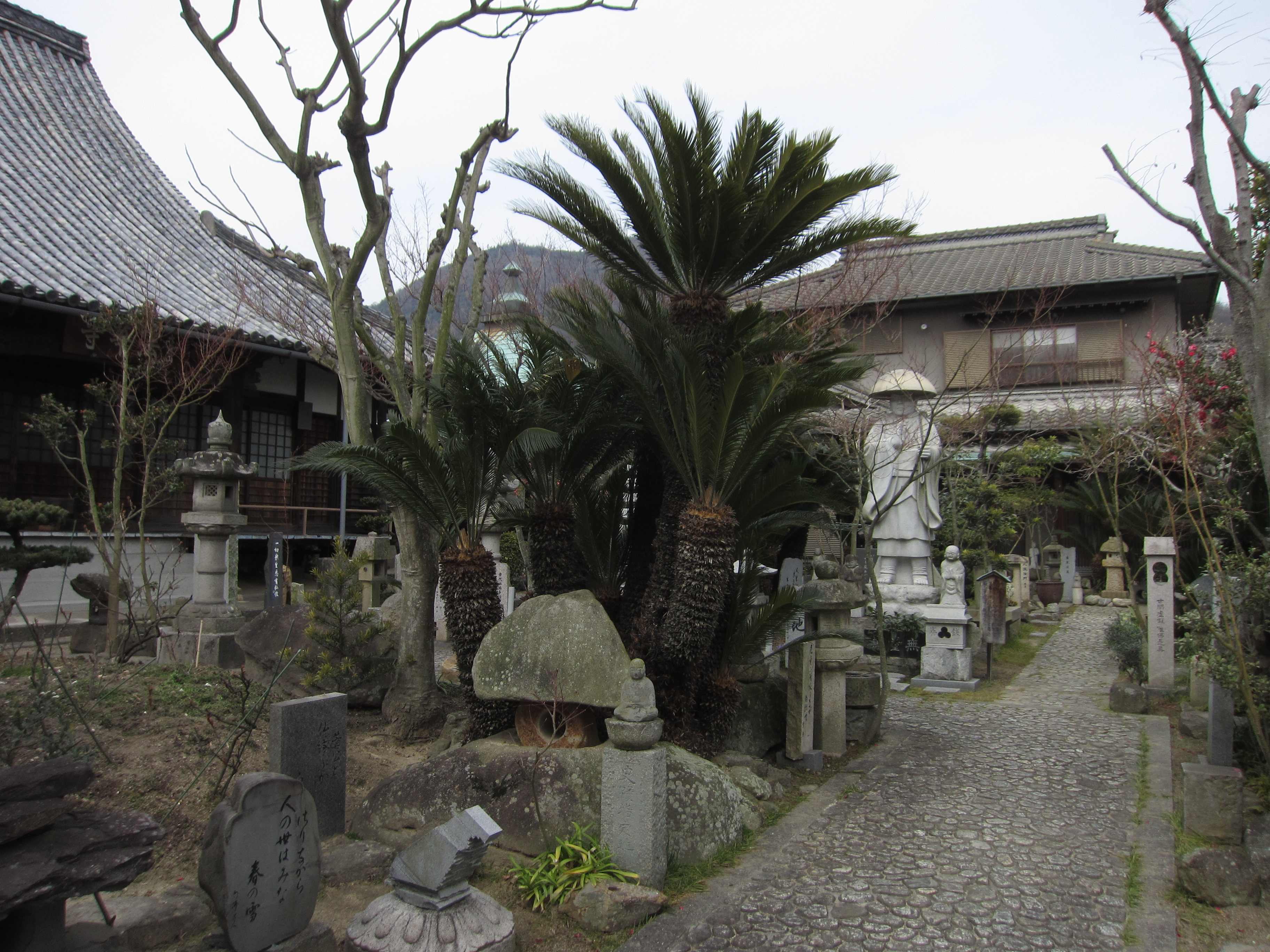
境内
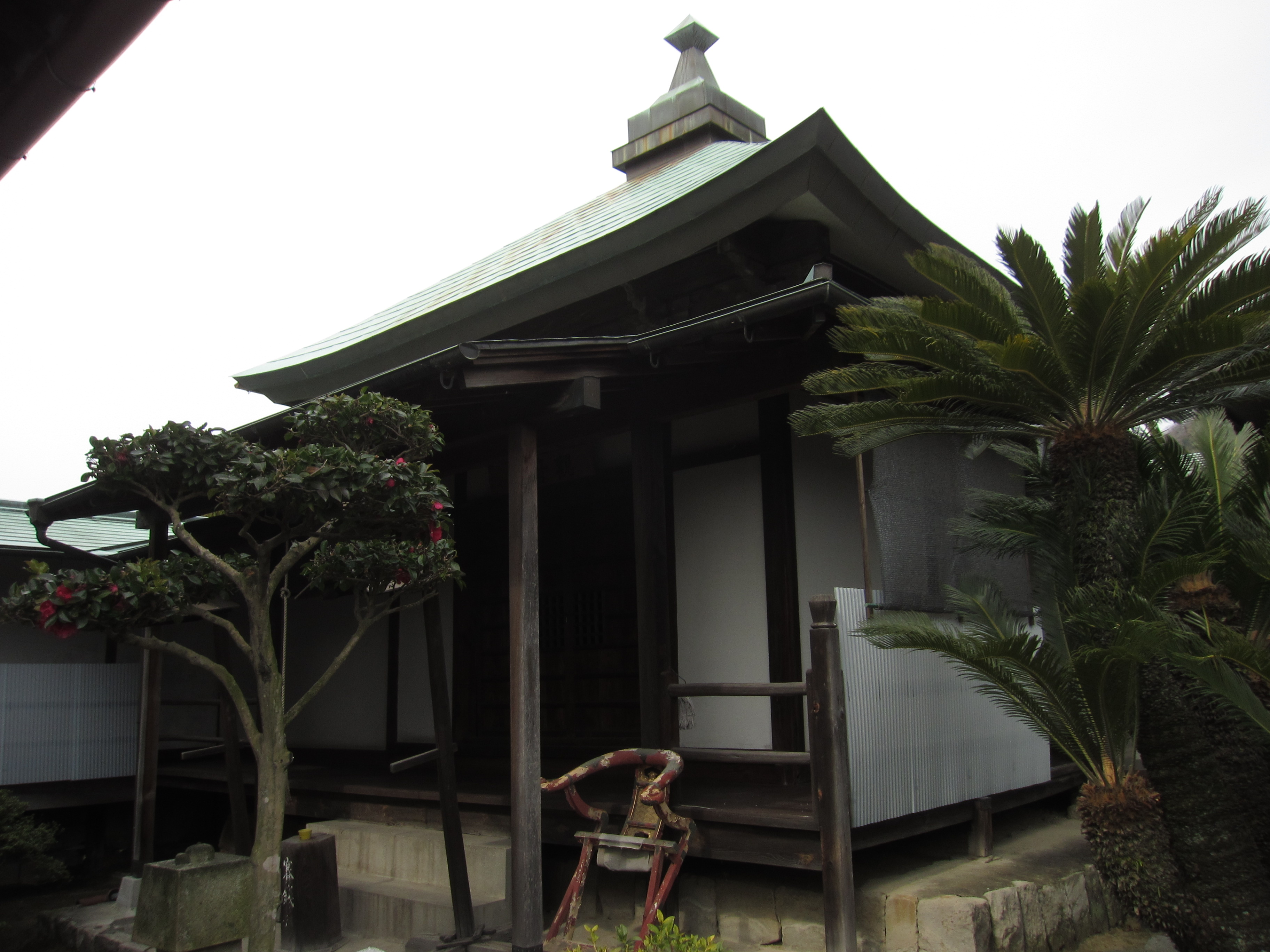
観音堂
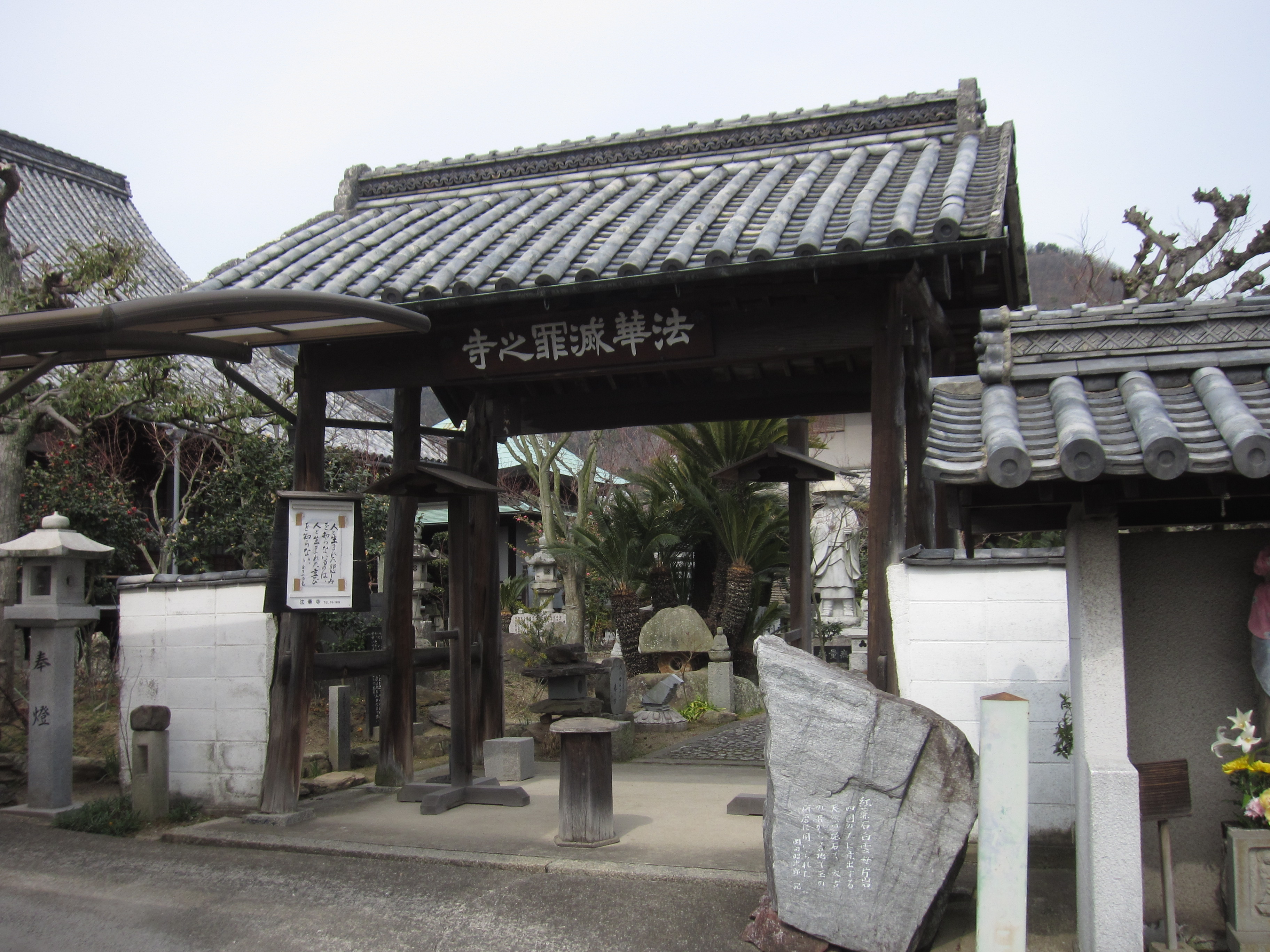
山門

## 讃岐国分尼寺跡
昭和57年の発掘調査では、史跡指定地の南西部で寺域を区画したと思われる溝が検出された。平成23年度の調査では、境外の北側に点在していた大型石材は礎石列をなしていることが明らかとなったほか、並行して雨落ち溝が確認され、礎石建物であった尼房の姿が推定されている。
寺域は1町半（約165メートル）四方と推定される。金堂は東西7間・南北4間で、金堂・講堂・僧坊が南から北へ並んでいたと考えられている。法華寺境内には、尼寺のものとされる礎石20個が残っている。

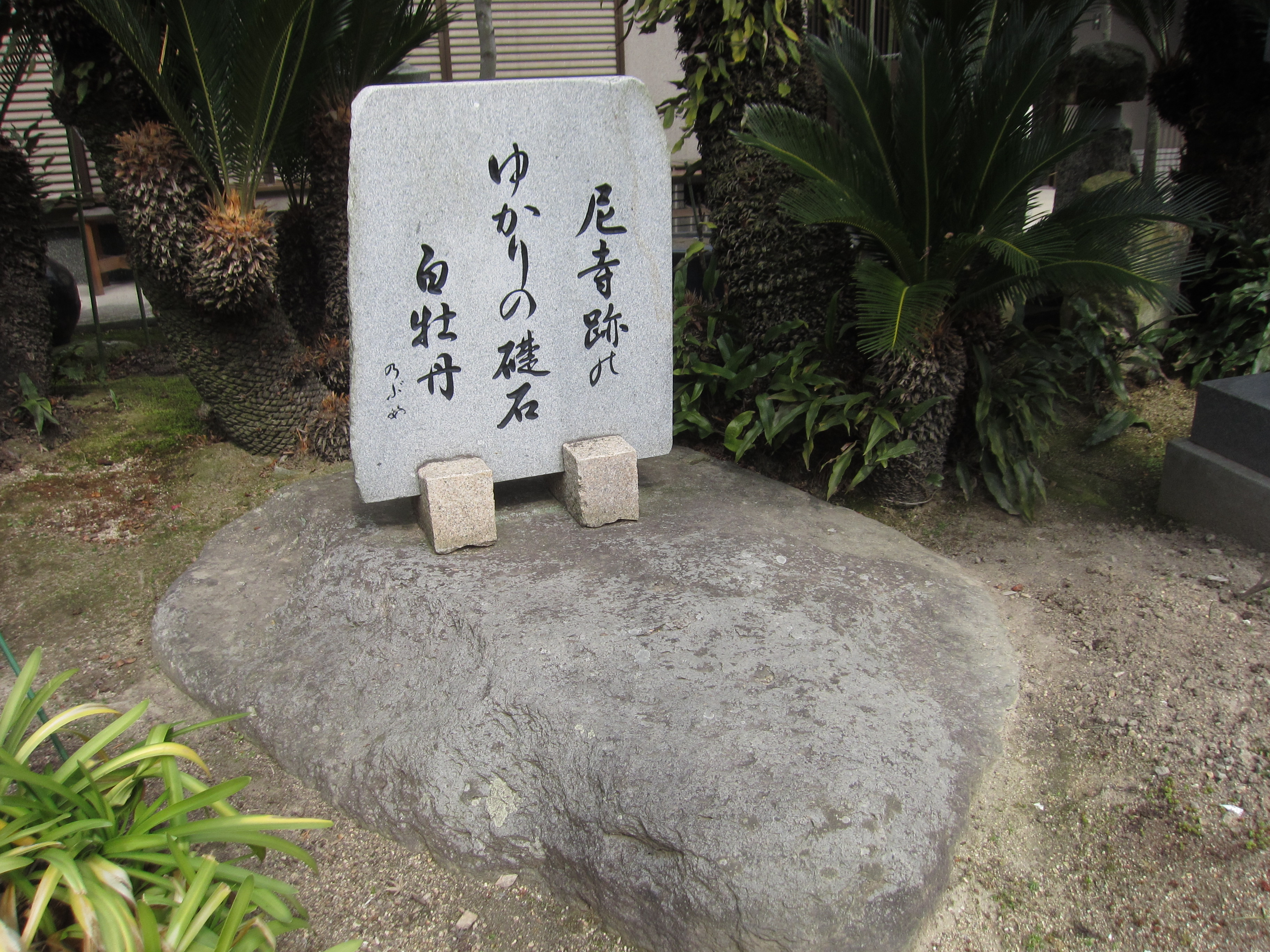
礎石
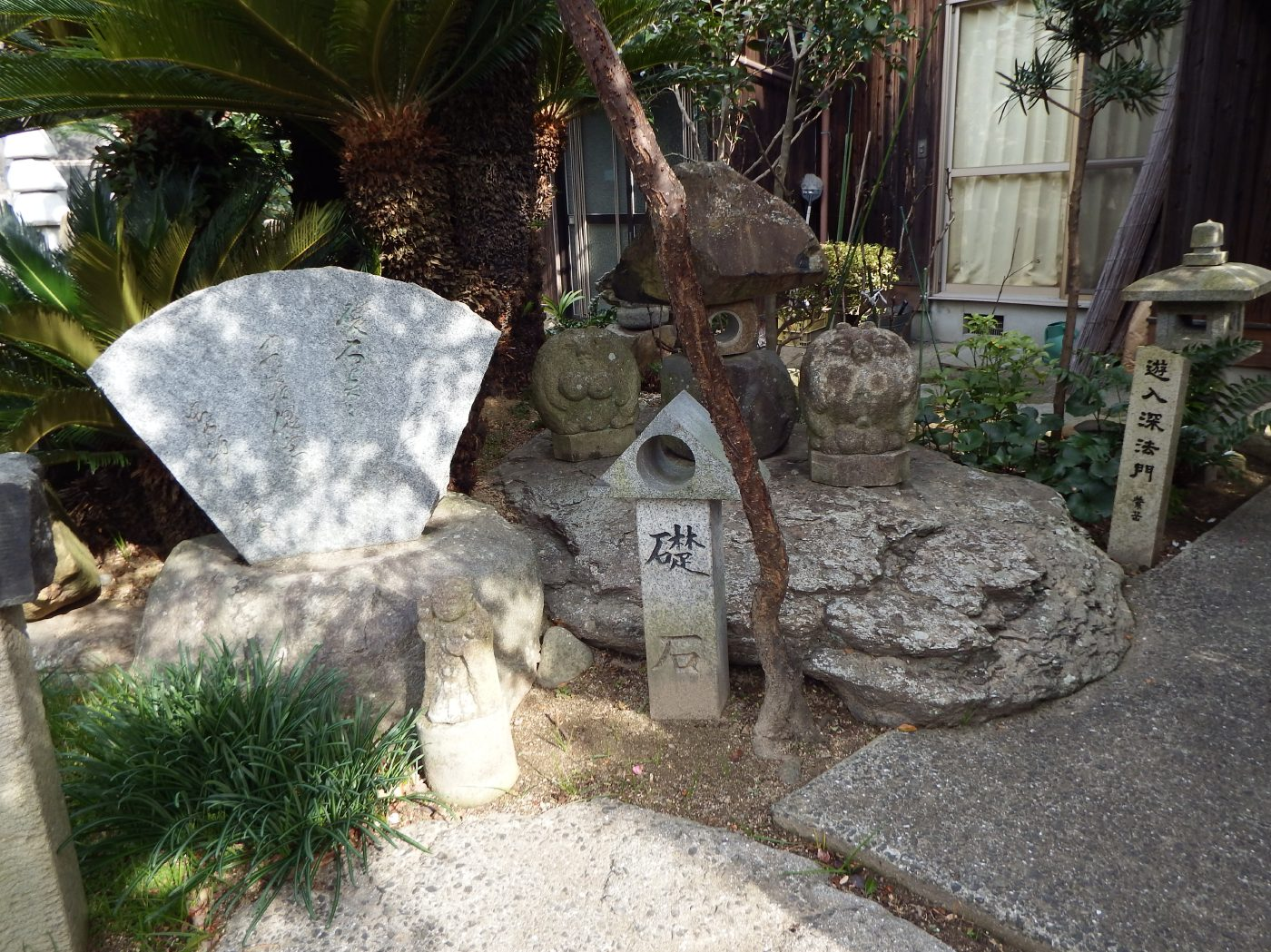
礎石
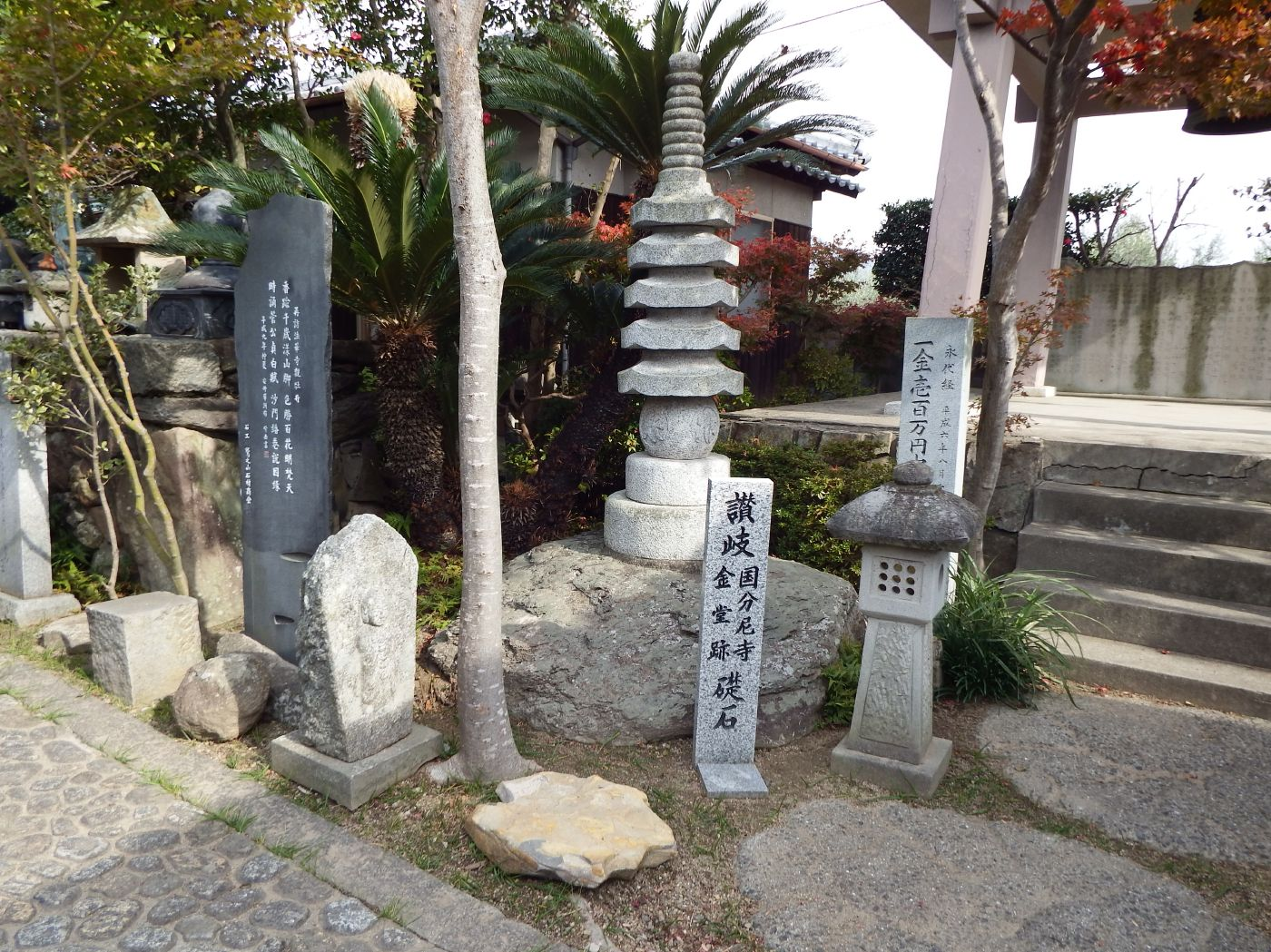
礎石

## 文化財

### 国の史跡
- 讃岐国分尼寺跡 - 指定範囲は東西180-200メートル、南北180メートル。1928年（昭和3年）2月7日指定[5][6][3]。

## 現地情報
所在地
- 香川県高松市国分寺町新居2378

交通アクセス
- 鉄道：四国旅客鉄道（JR四国）予讃線 端岡駅 （徒歩約11分）

## 関連文献
（記事執筆に使用していない関連文献）
- 『讃岐国分僧・尼寺跡 -昭和59年度発掘調査概報-』国分寺町教育委員会、1985年。 - リンクは奈良文化財研究所「全国遺跡報告総覧」
- 『史跡讃岐国分尼寺跡 -第7~14次確認調査-（高松市埋蔵文化財調査報告書 第183集）』高松市教育委員会、2017年。 - リンクは奈良文化財研究所「全国遺跡報告総覧」